# خيلة (السدة)

تعديل مصدري - تعديل

خيلة هي إحدى قرى عزلة جبل حجاج بمديرية السدة التابعة لمحافظة إب،، تقع شمال شرق مدينة السدة، يحدها من الجنوب قرية حفزان، ومن الشمال قرية بيت الاشول، ومن الغرب موقع الحرثي. بلغ تعداد سكانها 270 نسمة حسب تعداد اليمن لعام 2004.